# Jasenová
Jasenová (ungarisch Jaszenova) ist eine Gemeinde im Okres Dolný Kubín innerhalb des Žilinský kraj in der Slowakei.
Der Ort liegt zwischen den Gebirgen Oravská Magura im Norden und Chočské vrchy im Süden am Zusammenfluss mehrerer Bäche. Es liegt abseits der Hauptstraße 59 (E 77) zwischen Dolný Kubín (5 km nach Norden) und Ružomberok (11 km nach Süden).
Der Ort wurde zum ersten Mal 1320 schriftlich erwähnt, damals wurde die Siedlung durch den Edelmann M. Bobrovnícky zu Liptau, ein Vorfahre der Familie Čaplovič, begründet. Im 16. Jahrhundert kam noch der bäuerliche Ortsteil entlang der Handelsstraße in die Liptau hinzu, 1618 ließ sich die Gutsherrenfamilie Bencúr im Ort nieder.
1860 und 1897 wurde der Ort durch verheerende Hochwässer die aus dem Choč-Gebirge kamen, verwüstet. Die klassizistische evangelische Kirche wurde 1836 errichtet.

## Bevölkerung
| Jahr                | 1994 | 2004    | 2014    | 2024    |
| ------------------- | ---- | ------- | ------- | ------- |
| Anzahl der Personen | 392  | 399     | 409     | 434     |
| Unterschied         |      | +1,78 % | +2,50 % | +6,11 % |

| Jahr                | 2023 | 2024    |
| ------------------- | ---- | ------- |
| Anzahl der Personen | 437  | 434     |
| Unterschied         |      | −0,68 % |

## Persönlichkeiten
- Ivan Branislav Zoch (1843–1921), slowakischer Physiker
- Martin Kukučín (1860–1928), slowakischer Schriftsteller
- Miloslav Krčméry (1860–1902), evangelischer Pfarrer und Schriftsteller
- Ján Vávra (1900–1969), Elektrotechniker und Physiklehrer
- Ján Jamnický (1908–1972), Regisseur, Drehbuchautor und Lehrer

## Kultur

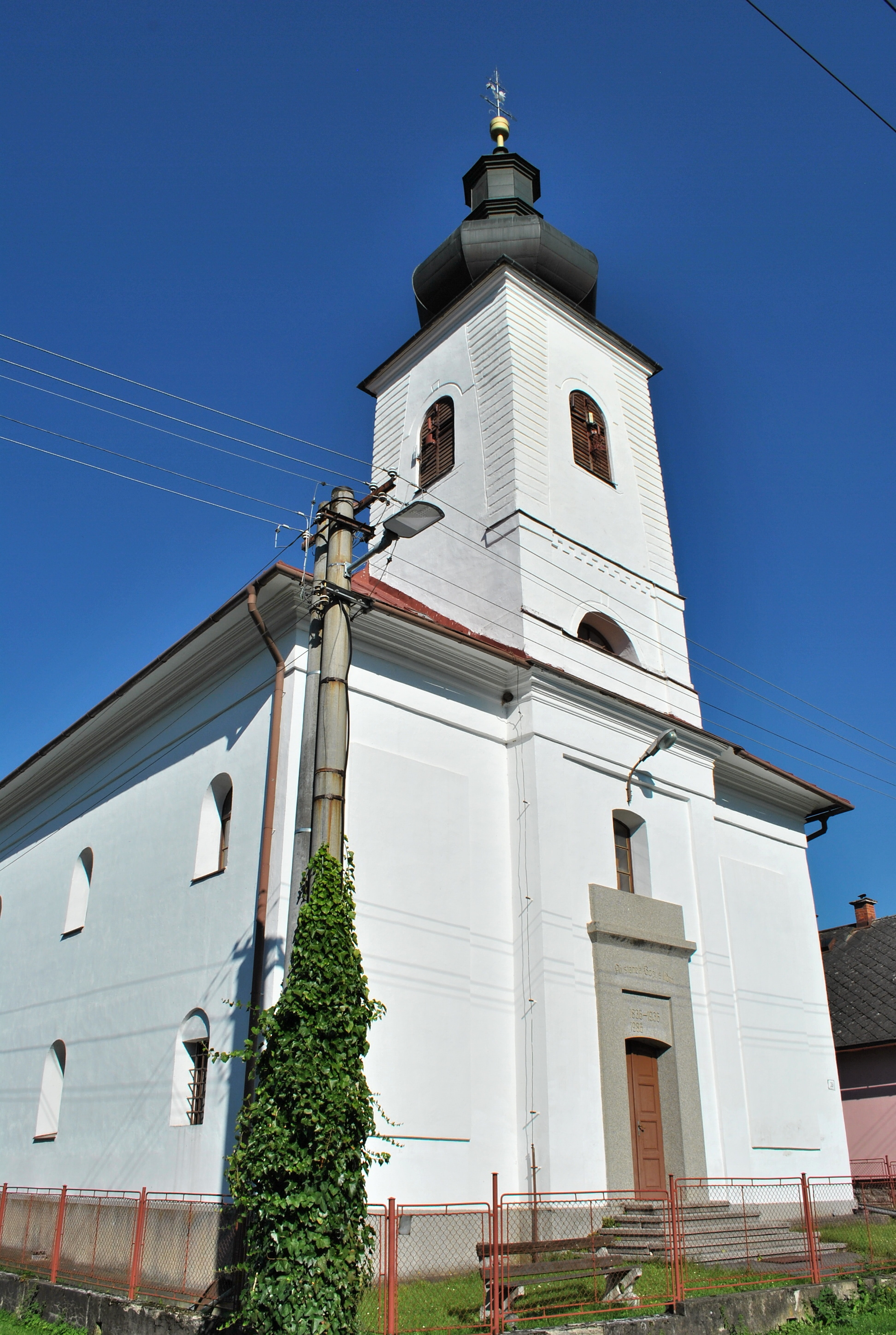
Lutherische Kirche Jasenová